# Зорино (Железногорский район)
Зо́рино — деревня в Железногорском районе Курской области. Входит в состав Андросовского сельсовета.

## География
Расположена в 13 км к юго-востоку от Железногорска на левом берегу реки Песочни, притока Свапы. Высота над уровнем моря — 201 м. К северу от деревни расположено урочище Лесок-Зорино, к востоку — Муравлёв лес, к югу — урочище Пустошь-Корень.

## История
Упоминается в 1678 году в составе Речицкого стана Кромского уезда Севского разряда как починок — недавно возникшее поселение. Население деревни было приписано к приходу Казанского храма соседнего села Андросово. По данным 4-й ревизии 1782 года часть населения Зорина составляли однодворцы.
С 1802 года в составе Дмитровского уезда Орловской губернии. В 1853 году в Зорино было 53 двора, проживало 563 человека (272 мужского пола и 291 женского). По данным 1860 года деревня принадлежала камергеру Дмитрию Николаевичу Шереметеву. В то время здесь было 56 дворов, проживало 243 крепостных мужского пола: 241 крестьянин 2 дворовых. В 1866 году в бывшей владельческой деревне Зорино было по-прежнему 56 дворов, проживало 538 человек (247 мужского пола и 291 женского), действовали 2 маслобойни и 3 мельницы. По данным 1877 года в Зорино был 81 двор, проживало 530 жителей, действовала земская школа. В 1897 году в деревне проживало 690 человек (318 мужского пола и 372 женского); всё население исповедовало православие. В 1861—1923 годах деревня входила в состав Большебобровской волости Дмитровского уезда Орловской губернии.
В 1926 году в деревне было 138 дворов, проживал 681 человек (335 мужского пола и 346 женского), действовала школа 1-й ступени, пункт ликвидации неграмотности, красный уголок. В то время Зорино входило в состав Копёнского сельсовета Волковской волости Дмитровского уезда. С 1928 года в составе Михайловского (ныне Железногорского) района. В начале 1930-х годов в деревне был создан колхоз «Красная Заря». В 1937 году в Зорино было 60 дворов. Во время Великой Отечественной войны, с октября 1941 года по февраль 1943 года, находилась в зоне немецко-фашистской оккупации. Во время оккупации 11 зоринцев служили полицаями.

## Население
| 1853 | 1866 | 1877 | 1897 | 1926 | 1979 | 2002 |
| ---- | ---- | ---- | ---- | ---- | ---- | ---- |
| 563  | ↘538 | ↘530 | ↗690 | ↘681 | ↘85  | ↘30  |
| 2010 |      |      |      |      |      |      |
| ↘13  |      |      |      |      |      |      |